# コレ知らんかった〜!新発見!村上信五の平成スポーツ命場面SP
『コレ知らんかった〜!新発見!村上信五の平成スポーツ命場面SP』（コレしらんかった しんはっけん むらかみしんごのへいせいスポーツめいばめんスペシャル）は、フジテレビ系列で2019年3月27日に放送された特別番組及びスポーツ番組。MCは村上信五（関ジャニ∞）と吉田沙保里と宮司愛海。村上信五の冠番組である。

## 概要
本番組は、フジテレビ系列に眠る膨大なスポーツ秘蔵映像から、平成31年間のスポーツ“名シーン”“名プレー”を厳選し、当事者の新証言や未公開場面、最新検証などを通じて、超有名シーンの裏側に眠る「コレ知らんかった～！」新事実に迫る番組。
2019年3月25日から31日までの1週間を「フジテレビ開局60周年記念WEEK」と題し、スペシャル番組を連日放送。そのため、本番組は「フジテレビ開局60周年記念企画」として放送された。
村上信五がMCを務めるフジテレビ系列のスポーツ番組の冠番組は『村上信五とスポーツの神様たち』『村上信五のスポーツ奇跡の瞬間アワード』『村上信五∞情熱の鼓動』に続き、4番組目である。この内、『- スポーツ奇跡の瞬間アワード』は本番組と同様に特別番組である。
2019年3月27日（水曜日）23:40 - 翌0:40（JST）に第1回が放送された。

## 出演者
MC
- 村上信五（関ジャニ∞）
- 吉田沙保里
- 宮司愛海（フジテレビアナウンサー）

## 放送内容
第1回（2019年3月27日）
スペシャルゲスト
- 浅田真央

アスリートゲスト
- 清水宏保、杉山愛、松木安太郎、松田丈志、丸山桂里奈

ゲスト
- 稲村亜美、スピードワゴン、松嶋尚美、三宅正治（フジテレビアナウンサー）

VTR出演
- 大谷翔平、石川遼、三浦知良、谷亮子、内村航平、荒川静香、松井秀喜、リーチ・マイケル、伊藤みどり、村上佳菜子、原晋、上原彩子、眞鍋政義、竹下佳江

## スタッフ
- 制作：吉田豪、吉田博章
- ナレーション：平野義和、三村ロンド
- 構成：武田浩、村上卓史、深田憲作、吉村幹彦／山田美保子、伊東雅司
- ＜技術＞
  - TP／SW：斉藤伸介
  - CAM：田辺絢一
  - VE：小幡成樹
  - 音声：鈴木岳登
  - 照明：松田和樹
- ＜ロケ技術＞
  - TP：辻本豊
  - CAM：三上直人
- 音響効果：東藤雅人、横川優子、小林千寿、桔梗大輔、大野あゆみ、交野優奈
- TK：小島陽子
- CG：アイブリック
- 編集：中嶋健太、長谷川賢太
- オフライン編集：田中寛人
- MA：長田浩幸、阿部祥高
- 美術プロデューサー：副島翔太郎
- デザイン：邨山直也
- 美術進行：石田博己
- 大道具営業：宮路博貴
- 大道具操作：山寺宏幸
- アクリル装飾：犬塚健
- 電飾：浅野辰也
- 生花装飾：山寺由美
- メイク：山田かつら
- 美術協力：フジアール、チトセアート、ナカムラ綜美、テルミック、京花園
- 技術協力：fmt、サンフォニックス、スタジオヴェルト、BANZAI、VALSE
- 協力：IMG、ビッグ測量設計
- 映像協力：仙台放送、東海テレビ放送、関西テレビ放送、テレビ熊本
- 編成：情野誠人、春名剛生
- 広報：神崎素子
- 協力プロデューサー：近藤憲彦、岸原秀治、藤山太一郎、加納慎介、太田光史、木村英輔、蓮沼貴宏、田中大樹
- 取材ディレクター：小川拓哉、方岡奨詞、加藤友崇、須藤剛、高橋良太朗、野上正純、渡辺克樹
- 制作進行：佐藤絵理
- デスク：渋谷清美
- AD：小熊健広、菊地洋介、富本純平
- AP：田中瑞季、河上佳香、伊藤友紀、柳澤佳
- ディレクター：栗城史人、舟津大雄、牛久英雄、鈴木優、高橋行広、新垣博章、金孝義、遠藤淳之介、鈴木彦太郎、野村緑、市川良太、田中大和
- 総合演出：石川陽
- 企画・演出：吉村忠史
- プロデューサー：成田一樹、長谷川雅宏、秋葉英行、竹内康人、勝田久美子
- 制作協力：ネクステップ、共同テレビジョン
- 制作：フジテレビスポーツ局
- 制作著作：フジテレビ